# Kaševar
Kaševar (en serbe cyrillique : Кашевар) est un village de Serbie situé dans la municipalité de Blace, district de Toplica. Au recensement de 2011, il comptait 280 habitants.

## Démographie
| 1948 | 1953 | 1961 | 1971 | 1981 | 1991 | 2002 | 2011 |
| ---- | ---- | ---- | ---- | ---- | ---- | ---- | ---- |
| 928  | 748  | 626  | 576  | 497  | 418  | 336  | 280  |

|  |